# Leichtathletik-Weltmeisterschaften 2022/Teilnehmer (Kroatien)
| Goldmedaillen | Silbermedaillen | Bronzemedaillen |
| ------------- | --------------- | --------------- |
| -             | 1               | -               |

Der Leichtathletikverband von Kroatien nahm an den Leichtathletik-Weltmeisterschaften 2022 in Eugene teil. Fünf Athletinnen und Athleten wurden vom kroatischen Verband nominiert.

## Medaillengewinnerin
| Medaille | Athletin        | Disziplin  |
| -------- | --------------- | ---------- |
| Silber   | Sandra Perković | Diskuswurf |

## Ergebnisse

### Männer

#### Sprung/Wurf
| Athlet           | Disziplin   | Qualifikation | Qualifikation | Finale     | Finale |
| Athlet           | Disziplin   | Weite/Höhe    | Platz         | Weite/Höhe | Platz  |
| ---------------- | ----------- | ------------- | ------------- | ---------- | ------ |
| Filip Mihaljević | Kugelstoßen | 21,17 m       | 07            | 21,82 m    | 06     |
| Martin Marković  | Diskuswurf  | 60,59 m       | 23            | DNQ        | DNQ    |

### Frauen

#### Sprung/Wurf
| Athletin        | Disziplin  | Qualifikation | Qualifikation | Finale     | Finale |
| Athletin        | Disziplin  | Weite/Höhe    | Platz         | Weite/Höhe | Platz  |
| --------------- | ---------- | ------------- | ------------- | ---------- | ------ |
| Sandra Perković | Diskuswurf | 64,23 m       | 07            | 68,45 m SB | Silber |
| Marija Tolj     | Diskuswurf | 61,46 m       | 10            | 63,07 m    | 08     |
| Sara Kolak      | Speerwurf  | NM            | NM            | DNQ        | DNQ    |